# Kuopio
Kuopio () est une ville du centre-est de la Finlande. C'est la huitième ville du pays. Importante cité  étudiante, elle est au centre de la septième agglomération de Finlande (environ 97 000 habitants). Capitale de la région de Savonie du Nord, c'est aussi la plus grande ville de la province de Finlande orientale (la capitale provinciale étant située à Mikkeli). C'est un pôle urbain comparable à celui de Jyväskylä.
La ville marque le cœur de la Savonie, ses habitants sont réputés pour être chaleureux et bavards. Plusieurs spécialités culinaires finlandaises comme le kalakukko sont originaires de Kuopio ou des environs immédiats.

## Histoire

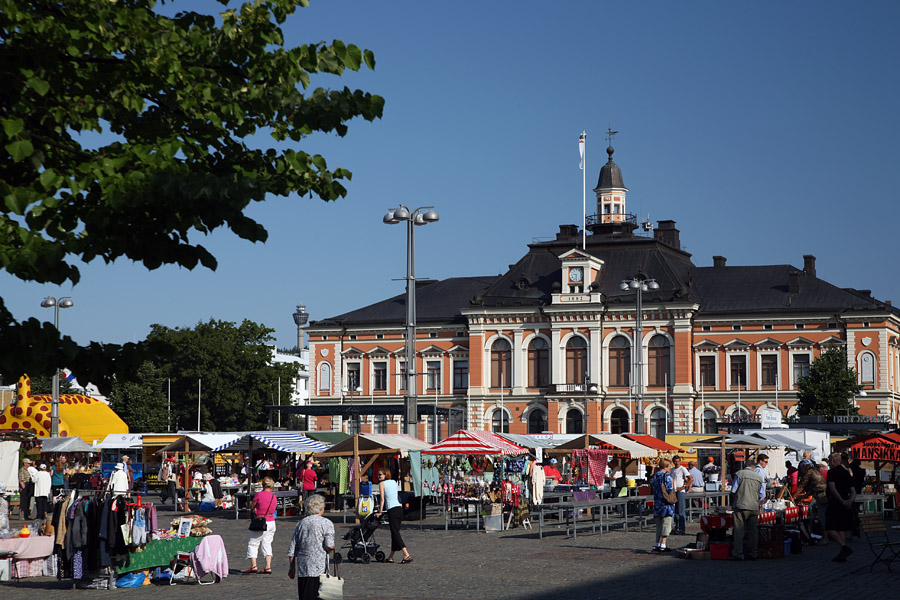
La place du marché, au fond la mairie de Kuopio.

La région est habitée depuis environ 10 000 ans, dès la fin de la dernière glaciation.
Au début des années 1550, sous l'influence entre-autres de Mikael Agricola, on fonde à Kuopionniemi une paroisse et une église est construite en 1552.
Certains y voient les débuts de Kuopio.
L'église aurait pu être bâtie plus au nord, près du manoir royal de Tavinsalmi aujourd'hui Maaninka, alors Kuopio n'aurait peut-être jamais été fondée.
Kuopio est fondée par le gouverneur général de Finlande Per Brahe en 1653, mais elle ne reçut ses droits de cité qu'en 1775 sous le règne de Gustave III de Suède.
Elle était le chef-lieu du gouvernement de même nom dans le Grand-duché de Finlande associé à la Russie, jusqu'en 1917.
Son développement est très lent jusqu'à l'ouverture du canal de Saimaa en 1856 qui lui offre un débouché sur le golfe de Finlande, puis à l'inauguration du chemin de fer du Savo en 1889. Elle devient alors un centre commercial pour la région, et un passage obligé pour les produits d'exportations comme le bois et le beurre.
Elle croît encore après la Seconde Guerre mondiale, recueillant de nombreux réfugiés chassés de Carélie - ceci explique aujourd'hui la persistante d'une minorité chrétienne orthodoxe.
La création de l'université en 1966 confirme son statut de capitale régionale, pôle d'attraction et de développement pour tout le nord de la Région des lacs.
La ville s'est agrandie en absorbant trois communes voisines entre 1969 et 2005 (en l'occurrence la commune rurale de Kuopio, Riistavesi et Vehmersalmi).

## Géographie

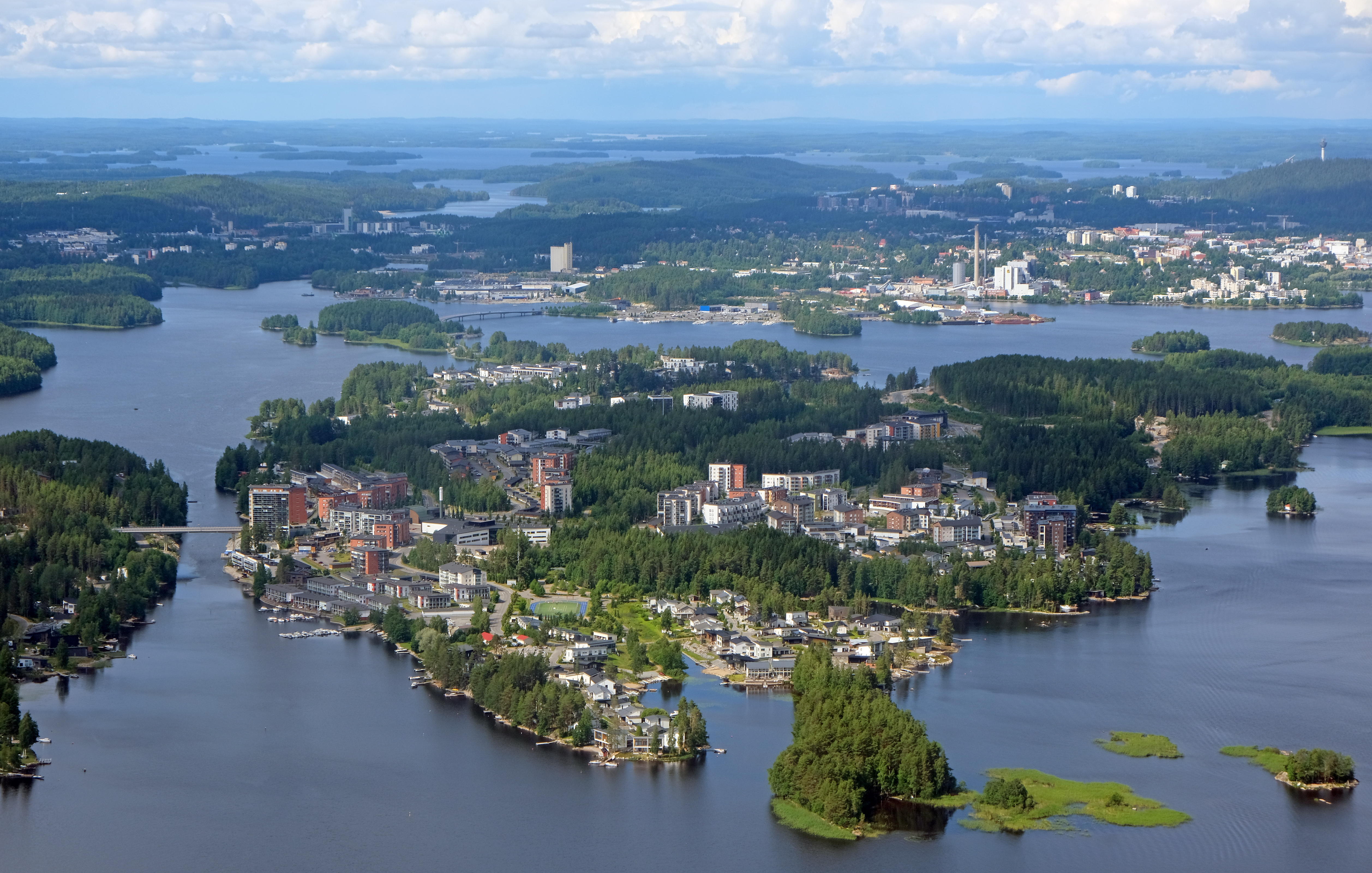
Saaristokaupunki.

La ville est pratiquement entourée par le grand lac Kallavesi. Le relief est assez marqué, le centre-ville étant dominé par la colline de Puijo et sa tour panoramique. La ville s'est agrandie par sa fusion avec Vehmersalmi en 2005, puis par celle avec Nilsiä au 1er janvier 2013.
Elle est bordée par les municipalités suivantes : Siilinjärvi au nord, Kaavi et Tuusniemi à l'est, Leppävirta au sud, Suonenjoki et Kartula à l'ouest et enfin Maaninka au nord-ouest.

## Politique et administration

### Quartiers et villages de Kuopio
Kuopio compte 71 quartiers et villages.

### Conseil municipal
Le conseil municipal comporte 59 membres.
Pour la période 2017-2021, la répartition des sièges est la suivante :
| Parti | Parti                              | Sièges |
| ----- | ---------------------------------- | ------ |
|       | Parti du centre                    | 14     |
|       | Parti de la coalition nationale    | 12     |
|       | Parti social-démocrate de Finlande | 11     |
|       | Ligue verte                        | 8      |
|       | Vrais Finlandais                   | 6      |
|       | Alliance de gauche                 | 5      |
|       | Chrétiens-démocrates               | 3      |

### Élections législatives finlandaises de 2019
Les résultats des élections législatives finlandaises de 2019 sont pour Kuopio :
|               | Parti social-démocrate de Finlande (SDP) | 8 723  | 13,3 |  |  |  |
|               | Vrais Finlandais (PS)                    | 10 894 | 16,7 |  |  |  |
|               | Parti de la coalition nationale (Kok)    | 12 355 | 18,9 |  |  |  |
|               | Parti du centre (Kesk)                   | 11 359 | 17,4 |  |  |  |
|               | Ligue verte (Vihr)                       | 9 041  | 13,8 |  |  |  |
|               | Alliance de gauche (Vas)                 | 4 662  | 7,1  |  |  |  |
|               | Chrétiens-démocrates (KD)                | 4 777  | 4,6  |  |  |  |
|               | Mouvement maintenant (LN)                | 1 700  | 2,6  |  |  |  |
|               | Mouvement Sept Étoiles                   | 169    | 0,3  |  |  |  |
|               | Parti pirate                             | 277    | 0,4  |  |  |  |
|               | Réforme bleue (SIN)                      | 1 030  | 1,6  |  |  |  |
|               | Autres partis                            |        |      |  |  |  |
|               |                                          |        |      |  |  |  |
| Votes rejetés | Votes rejetés                            | 333    | 0,5  |  |  |  |
| Total         | Total                                    | 65 712 | 100  |  |  |  |

## Démographie
| Année | Habitants, |
| ----- | ---------- |
| 1815  | 1 087      |
| 1840  | 2 071      |
| 1850  | 2 849      |
| 1860  | 4 066      |
| 1870  | 5 639      |
| 1880  | 6 871      |
| 1890  | 8 882      |
| 1900  | 11 723     |
| 1910  | 15 845     |
| 1920  | 18 725     |
| 1923  | 20 088     |
| 1930  | 24 082     |
| 1938  | 24 836     |
| 1939  | 24 873     |

| Année | Habitants, |
| ----- | ---------- |
| 1980  | 88 255     |
| 1985  | 91 568     |
| 1990  | 93 960     |
| 1995  | 97 835     |
| 2000  | 99 109     |
| 2005  | 100 844    |
| 2010  | 103 333    |
| 2015  | 111 320    |
| 2020  | 119 076    |
| 2023  | 124 011    |

## Économie

### Principales entreprises
En 2020, les principales entreprises de Kuopio par chiffre d'affaires sont :
| Société              | C.A.   |
| -------------------- | ------ |
| Osuuskauppa PeeÄssä  | 580 M€ |
| Mondi Powerflute Oy  | 149 M€ |
| Istekki Oy           | 113 M€ |
| Kuopion Energia Oy   | 86 M€  |
| Savon Kuljetus Oy    | 74 M€  |
| Leijona Catering Oy  | 70 M€  |
| Carlson (fi) (siège) | 60 M€  |
| Kährs Oy             | 57 M€  |
| Enfo Oyj             | 51 M€  |
| Harvestia Oy         | 50 M€  |

### Emploi
En 2011, Kuopio a 47 500 emplois et les employeurs les plus importants sont :
| Employeurs                                 | Employés |
| ------------------------------------------ | -------- |
| Ville de Kuopio                            | 5 697    |
| Centre Hospitalier Universitaire de Kuopio | 4 113    |
| Université de l'est de la Finlande         | 1 453    |
| Osuuskauppa PeeÄssä                        | 945      |
| Savon koulutuskuntayhtymä                  | 698      |
| Hôpital de Niuvanniemi                     | 626      |
| Itella                                     | 569      |
| ISS                                        | 459      |
| Université des sciences appliquées Savonia | 413      |

## Éducation

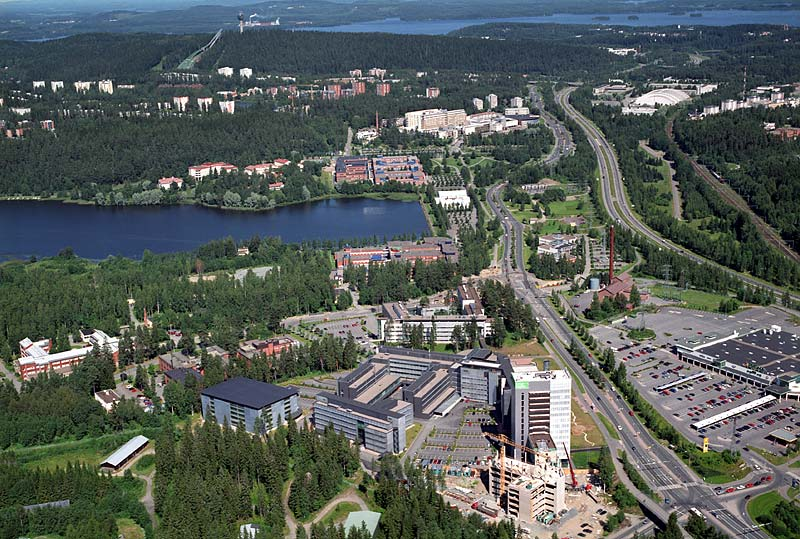
Le Parc scientifique de Kuopio, l'université, le CHU, et Savonia.

Kuopio est depuis longtemps une ville d'éducation.
Plusieurs des premières écoles à enseigner en finnois (l'école pour aveugles en 1871, l’école de commerce en 1887) ont été créées à Kuopio.
Les établissements les plus importants sont actuellement l'Université de l'est de la Finlande, l'Université des sciences appliquées Savonia, le collège d'études supérieures professionnelles de Savonie du Nord, l'université humaniste des sciences appliquées Humak et le département de l'Académie Sibelius à Kuopio.

## Transports

### Aérien

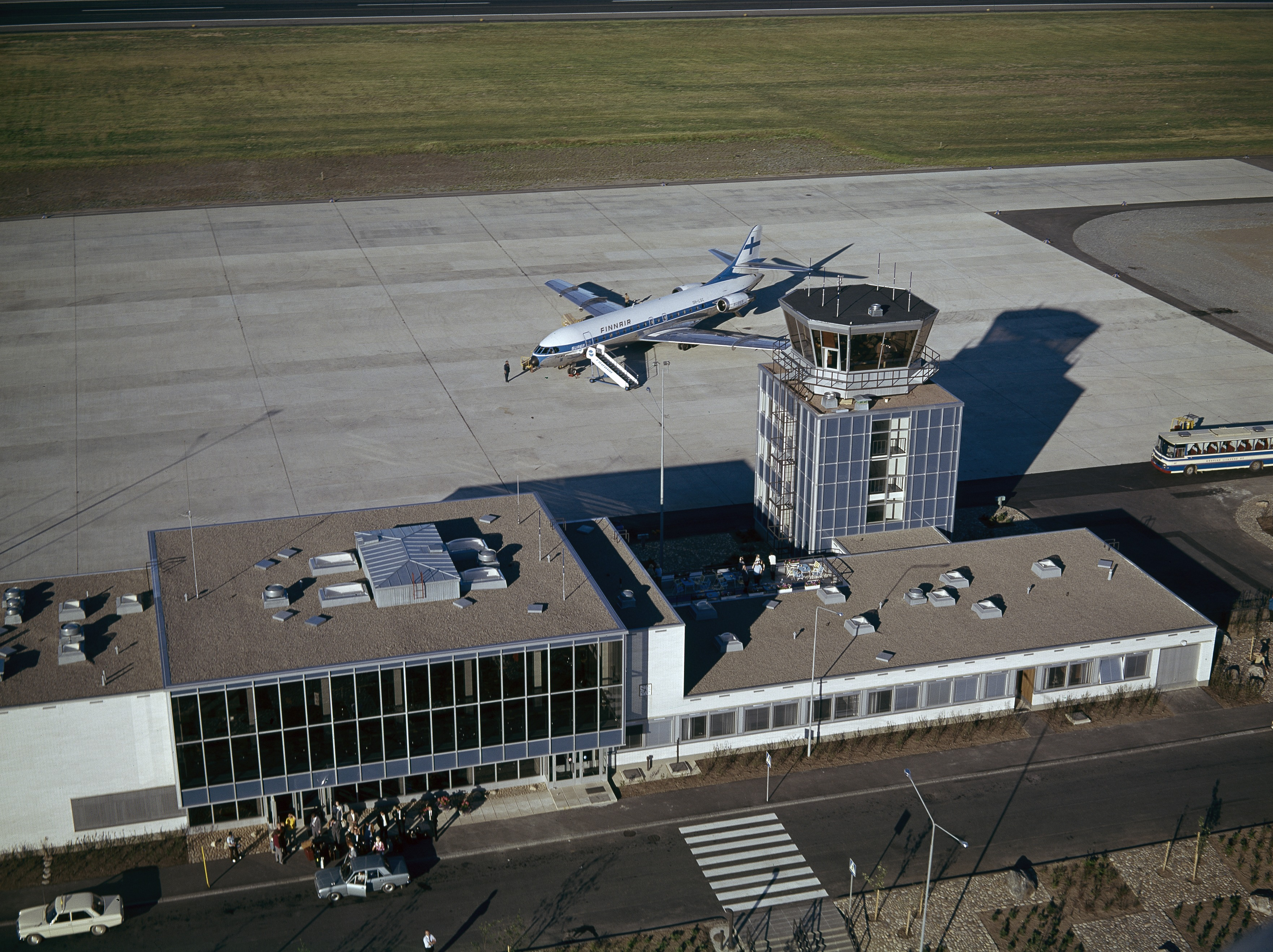
Aéroport de Kuopio.

La ville est reliée à Rīga, Lettonie (airBaltic) et Helsinki par de nombreux vols quotidiens opérés par Finnair, Blue1 et Finncomm Airlines. L'aéroport de Kuopio-Rissala se situe à Siilinjärvi, à environ 15 km du centre ville.

### Ferroviaire

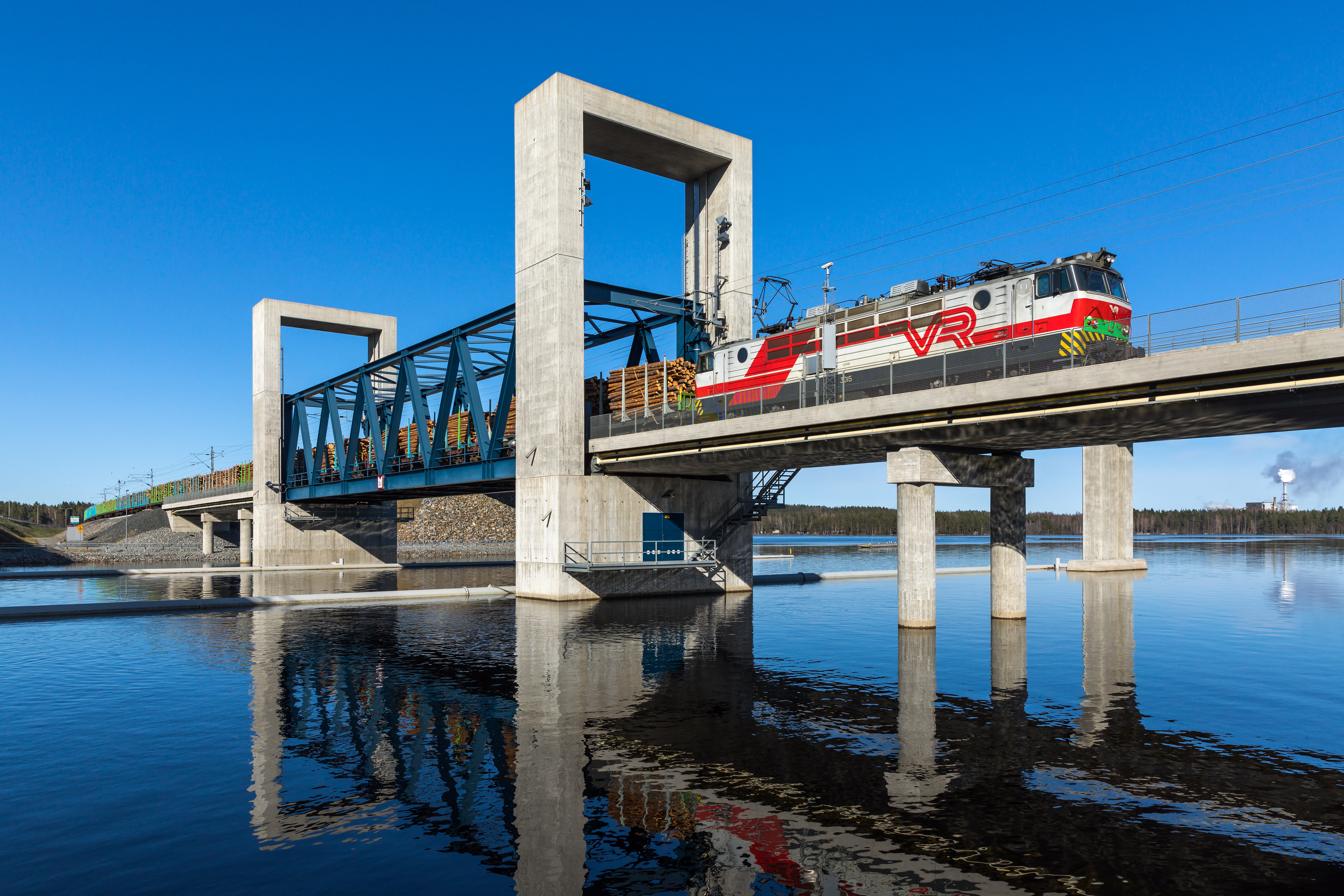
Pont-levis ferroviaire à Kuopio, avec un train de marchandise transportant du bois qui le traverse. Mai 2018.

Le chemin de fer de Savonie relie Iisalmi à Helsinki via Kuopio. Il est connecté à tout le reste du réseau finlandais. Le trajet vers Helsinki dure 4h30 heures, l'ouverture de la nouvelle voie Kerava-Lahti a réduit le temps de 45 minutes depuis septembre 2006.
Le centre de voyage Kuopion Portti est ouvert depuis 2022.

### Fluvial

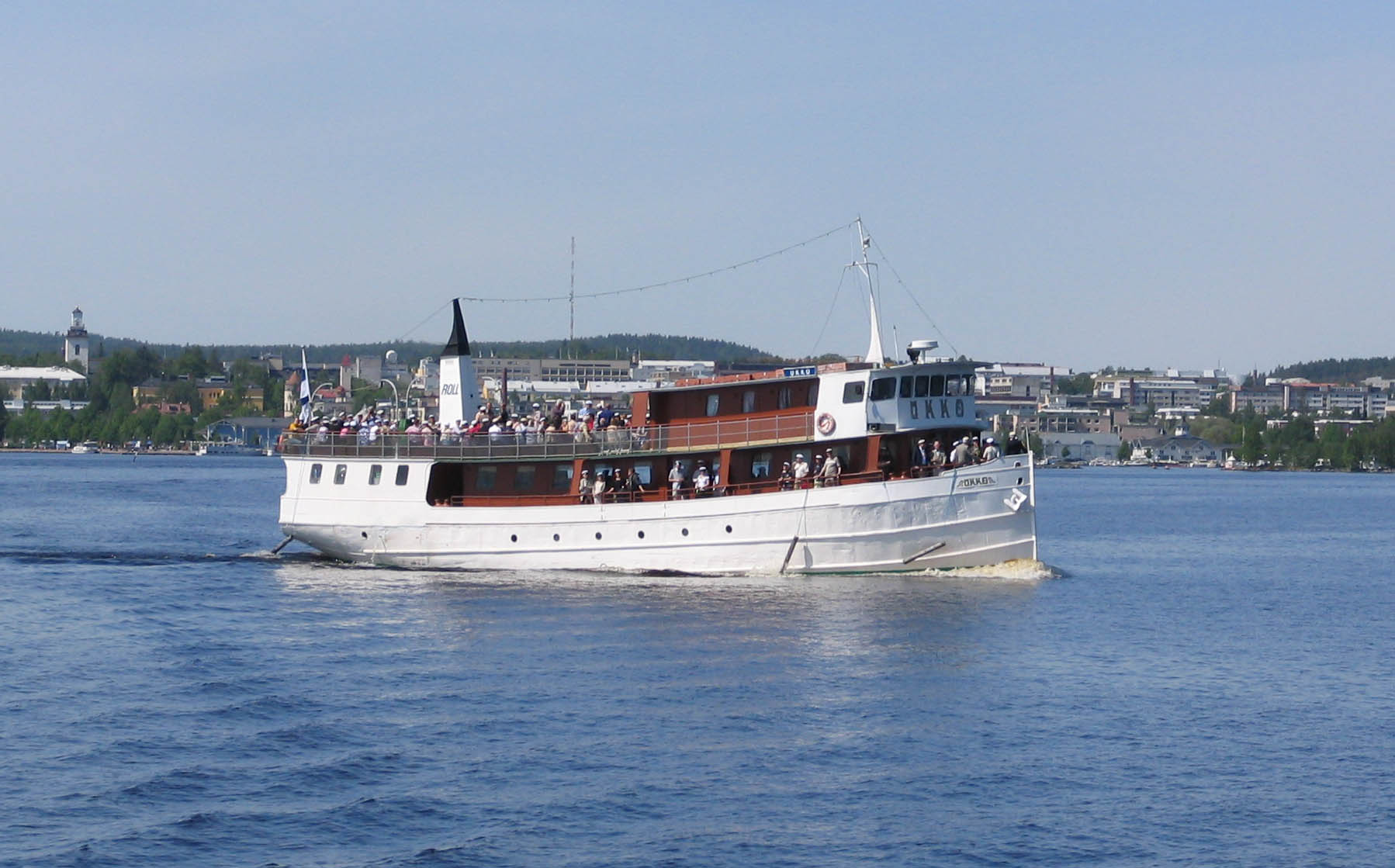
Le MS Ukko sur le lac Kallavesi.

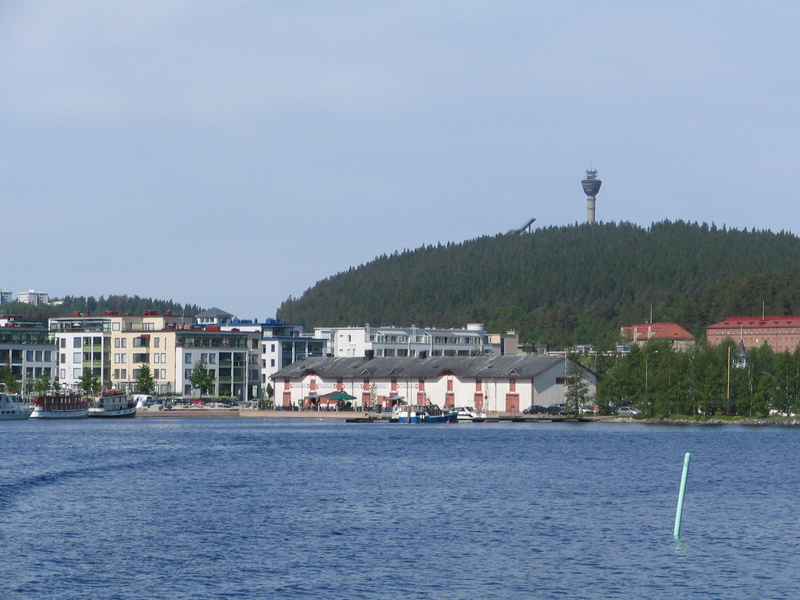
Vue du port et de la colline de Puijo.

Kuopio a un port de voyageurs avec des navettes estivales pour Heinävesi et pour Savonlinna et des excursions.
L'été les bateaux suivant circulent à partir du port: M/S Koski, M/S Puijo et M/S Ukko et parfois des bateaux à vapeur comme le S/S Karjalankoski.
Kumpusaari a un port en eaux profondes avec des transports de fret vers la mer Baltique par le Canal de Saimaa.
Sorsasalo a aussi des activités portuaires.
Le port pétrolier de Kelloniemi est désaffecté depuis l'interdiction de transport d'hydrocarbure par voies intérieures.
Les canaux de Karjalankoski, de Juankoski et de Lastukoski font partie de la voie navigable de Nilsiä (Kallavesi-Akonvesi-Vuotjärvi-Syväri).

### Routier
Kuopio se situe à la jonction de la nationale 5 (axe E75 venant d'Helsinki) et de la nationale 9 (axe E63).
La nationale 9 relie Kuopio à Joensuu, Niirala (Tohmajärvi), Jyväskylä, Tampere, Loimaa et Turku.
La nationale 5 relie Kuopio à Varkaus, Mikkeli, Lahti, Helsinki, Iisalmi, Kajaani, Kuusamo et Sodankylä.
Kuopio est aussi desservie par les routes principales 75 et 77.
Kuopio est aussi traversée par les routes régionales 508 (Kuopio-Juuka), 536 (Kuopio-Leppävirta), 551 (Kuopio-Vesanto) et 554 (Kuopio-Pielavesi).
Distances aux principales villes :
| - Helsinki 382 km - Iisalmi 81 km - Ivalo 779 km - Joensuu 136 km - Jyväskylä 144 km - Kajaani 169 km - Kemi 392 km | - Kilpisjärvi 877 km - Lappeenranta 277 km - Mikkeli 164 km - Nilsiä 55 km - Oulu 284 km - Pori 407 km - Rovaniemi 491 km | - Savonlinna 161 km - Tampere 293 km - Turku 449 km - Vaalimaa 339 km - Vaasa 375 km - Ylivieska 244 km |

## Sites et monuments
La ville a de nombreux sites historiques:

### Églises
- Église de Alava
- Église de Juankoski
- Cathédrale de Kuopio[18],
- Église de Kallavesi
- Église de Männistö
- Église de Muuruvesi
- Église de Nilsiä
- Église de Puijo
- Église Saint-Jean
- Église Saint-Joseph
- Cathédrale Saint-Nicholas[19]
- Église de Säyneinen
- Église de Riistavesi
- Église de Vehmersalmi

### Musées
- Musée d'Eemilä
- Musée Kalapuro
- Musée Johan Vilhelm Snellman
- Musée de la voiture (fi)
- Musée d’histoire culturelle
- Musée de Kuopio
- Musée d'art de Kuopio
- Musée des pompiers (fi)
- Musée de Riistavesi (fi)
- Musée des vétérans (fi)
- Musée de l'Église orthodoxe
- Musée de Vehmersalmi (fi)
- Maison de Minna Canth
- Musée Masuuni Brunou

### Autres
- Place du marché de Kuopio
- Parc Väinölänniemi
- Parc Snellman
- Grand cimetière de Kuopio
- Lycée de Kallavesi
- Parc Piispanpuisto
- Valkeisenpuisto
- Bibliothèque
- Campus universitaire
- Mairie de Kuopio
- Colline de Puijo
- Halle du marché
- Lycée de Kuopio
- Bâtiment gouvernemental
- Centre musical
- Gare ferroviaire de Kuopio
- Port de Kuopio
- Technopolis
- Tour de Puijo,
- Hôpital de Niuvanniemi
- Minna
- Kuopion Portti

| Carte de lieux et monuments de Kuopio                                              |
| Carte interactive de lieux et monuments de Kuopio (cliquer pour voir les détails). |

## Sports
La ville est connue pour son club de hockey sur glace, le KalPa Kuopio, qui a réintégré en 2005 la ligue professionnelle.
Elle possède également un club de Football, KuPS Kuopio, 5 fois Champion de Finlande et 2 fois vainqueur de la Coupe de Finlande mais qui évolue ces dernières années dans le bas du classement et parfois en deuxième division.
C'est également un des 3 plus importants centre de saut à ski de Finlande, les tremplins étant adossés à la colline de Puijo.

## Jumelages
La ville de Kuopio est jumelée avec, :
| Ville | Ville              | Pays | Pays       | Période     |
| ----- | ------------------ | ---- | ---------- | ----------- |
|       | Alūksne            |      | Lettonie   |             |
|       | Besançon           |      | France     |             |
|       | Bodø               |      | Norvège    |             |
|       | Castrop-Rauxel     |      | Allemagne  |             |
|       | Craiova            |      | Roumanie   |             |
|       | District de Pudong |      | Chine      |             |
|       | Gera               |      | Allemagne  | depuis 1972 |
|       | Győr,              |      | Hongrie    | depuis 1978 |
|       | Jönköping          |      | Suède      | depuis 1940 |
|       | Minneapolis        |      | États-Unis | depuis 1972 |
|       | Opole,             |      | Pologne    | depuis 1980 |
|       | Pitkiaranta        |      | Russie     |             |
|       | Pskov              |      | Russie     | depuis 1986 |
|       | Shanghai           |      | Chine      |             |
|       | Svendborg          |      | Danemark   |             |
|       | Viru occidental    |      | Estonie    |             |
|       | Winnipeg           |      | Canada     |             |

## Personnalités
- Juhani Aho
- Martti Ahtisaari
- Atso Almila
- Minna Canth
- Pekka Ville Heikkinen
- Pekka Halonen
- Janne Happonen
- Matti Hautamäki
- Marco Hietala
- Zachary Hietala
- Olli Jokinen
- Sami Kapanen
- Mika Kojonkoski
- Hannes Kolehmainen
- Lasse Lehtinen
- Paavo Lipponen
- Leena Luhtanen
- Leo Makkonen
- Spede Pasanen
- Aarno Ruusuvuori
- Aulis Rytkönen
- Tuomo Saikkonen
- Agnes Sjöberg
- Johan Vilhelm Snellman
- Ada Thilén
- Kimmo Timonen
- Janne Tolsa
- Jenni Vartiainen
- Ferdinand von Wright
- Magnus von Wright
- Wilhelm von Wright